# 邵懿辰
邵懿辰（1810年—1861年），字蕙西，浙江杭州府仁和縣人，清朝政治人物、經學家。

## 生平
道光十一年（1831年）辛卯恩科浙江鄉試舉人。二十一年（1841年）考取內閣中書，與孫鼎臣為多年密友，二十五年（1845年）任軍機章京，二十六年（1846年）任戶部主事，二十八年（1848年）任刑部員外郎，與曾國藩過往甚密，曾當其面前指斥其虛偽，“謂對人能作幾副面孔也”，咸豐三年（1853年）發往濟寧州，由東河總督福濟差委，四年（1854年）太平軍北伐，突破黃河防線，邵懿辰以治河無效被降職，九年（1859年）引疾致仕歸里，居家養親，十一年（1861年）太平軍圍攻杭州，邵懿辰與浙江巡撫王有齡等“共籌戰守，事無不舉”，同年十二月初一日，城陷被殺，享年五十二歲。曾國藩痛惜其遭遇，將邵懿辰之妻小接至安慶大營贍養。
邵懿辰專治義理之學，對經學頗有研究。他認為當時所存的《儀禮》是完整的，不認為有《逸禮》三十九篇，該認為秦焚書而經不曾亡的看法，促使清代考據學想要以文獻考訂恢復古籍的工作失去意義。由於留下來的經是完整的著作，因此並非僅是文件集，而必須視為一整套哲學。此外，由於這種看法，他認為西漢劉歆後來提出的古文經完全是他所作的偽書，這種在經學上具顛覆性的主張，影響到下一代的晚清學者如廖平及康有為懷疑經書權威性的激烈想法。另著有《四庫簡明目錄標注》，為中國古籍目錄學的重要參考書。

## 延伸阅读
[在维基数据编辑]
 《清史稿/卷67》
 《清史稿·卷480》，出自趙爾巽《清史稿》